# 崔正漢
崔 正漢（チェ・ジョンハン、朝鮮語: 최정한、英語: Choi Jung-Han, 1989年6月3日 - ） は、韓国出身の元プロサッカー選手、現サッカー指導者。現役時代の登録ポジションはフォワード。元U-20韓国代表。

## 来歴
2009年7月17日、それまで在籍していた延世大学校を中退し、Jリーグ・大分トリニータに加入することが同クラブから発表された。同年10月3日に行われた対モンテディオ山形戦で、試合時間89分に家長昭博と交代してプロデビュー。2010年5月9日のサガン鳥栖戦においてハットトリックを達成。同年11月7日のアウェーの岡山戦で途中交代後、選手更衣室のロッカーの扉を蹴り破損させ3試合の出場停止処分が科せられた。2011年に田坂和昭が監督に就任すると、左サイドハーフにコンバートされた。2013年はシーズン終盤戦でそれまで採用していた3バックから4バックへとフォーメーションを変更された際に右サイドバックのポジションに就いた。チェにとっては4年振りのJ1でのプレーとなったが、過去最多の公式戦36試合に出場した。
2014年も大分に残留。 フォワードで起用されたホーム・富山戦で2得点を記録する等、12試合で3得点の成績を残していたが、6月20日に公式サイトより退団が発表された。翌日の愛媛戦の試合終了後に退団挨拶を行い、大分サポーターからは背番号である「10」の文字がコレオグラフィにより描かれた。同年7月9日、KリーグクラシックのFCソウルへの完全移籍が発表された。
2016年にKリーグチャレンジの大邱FCに移籍。2017年にK3リーグの華城FCに移籍。
2019年にはタイ・リーグ2のネイビーFCに移籍。
2020年韓国に帰国しK3リーグの金海市庁FCでプレー、半年後の移籍市場で清州FCでコーチ兼任として移籍。2022年7月9日現役を引退しコーチ専任となる。

## 所属クラブ
ユース経歴
- 2005年 - 2007年  彦南高等学校
- 2008年 - 2009年7月  延世大学校 (中退)

プロ経歴
- 2009年7月 - 2014年6月  大分トリニータ
- 2014年7月 - 2015年  FCソウル
- 2016年  大邱FC
- 2017年 - 2018年  華城FC
- 2019年  ネイビーFC
- 2020年 -2020年7月  金海市庁FC
- 2020年7月 - 2022年7月  清州FC

## 個人成績
| 国内大会個人成績 | 国内大会個人成績 | 国内大会個人成績 | 国内大会個人成績 | 国内大会個人成績 | 国内大会個人成績 | 国内大会個人成績 | 国内大会個人成績 | 国内大会個人成績 | 国内大会個人成績 | 国内大会個人成績 | 国内大会個人成績 |
| 年度             | クラブ           | 背番号           | リーグ           | リーグ戦         | リーグ戦         | リーグ杯         | リーグ杯         | オープン杯       | オープン杯       | 期間通算         | 期間通算         |
| 年度             | クラブ           | 背番号           | リーグ           | 出場             | 得点             | 出場             | 得点             | 出場             | 得点             | 出場             | 得点             |
| 日本             | 日本             | 日本             | 日本             | リーグ戦         | リーグ戦         | リーグ杯         | リーグ杯         | 天皇杯           | 天皇杯           | 期間通算         | 期間通算         |
| ---------------- | ---------------- | ---------------- | ---------------- | ---------------- | ---------------- | ---------------- | ---------------- | ---------------- | ---------------- | ---------------- | ---------------- |
| 2009             | 大分             | 35               | J1               | 4                | 0                | -                | -                | 0                | 0                | 4                | 0                |
| 2010             | 大分             | 11               | J2               | 30               | 8                | -                | -                | 0                | 0                | 30               | 8                |
| 2011             | 大分             | 11               | J2               | 32               | 4                | -                | -                | 2                | 0                | 34               | 4                |
| 2012             | 大分             | 10               | J2               | 28               | 3                | -                | -                | 1                | 0                | 29               | 3                |
| 2013             | 大分             | 10               | J1               | 28               | 1                | 6                | 0                | 2                | 0                | 36               | 1                |
| 2014             | 大分             | 10               | J2               | 12               | 3                | -                | -                | -                | -                | 12               | 3                |
| 韓国             | 韓国             | 韓国             | 韓国             | リーグ戦         | リーグ戦         | リーグ杯         | リーグ杯         | FA杯             | FA杯             | 期間通算         | 期間通算         |
| 2014             | ソウル           | 15               | Kクラシック      | 7                | 1                |                  |                  |                  |                  |                  |                  |
| 2015             | ソウル           |                  | Kクラシック      | 0                | 0                |                  |                  |                  |                  |                  |                  |
| 2016             | 大邱             | 7                | Kチャレンジ      | 26               | 1                |                  |                  |                  |                  |                  |                  |
| 2017             | 華城             | 18               | K3               |                  |                  |                  |                  |                  |                  |                  |                  |
| 通算             | 日本             | 日本             | J1               | 32               | 1                | 6                | 0                | 2                | 0                | 40               | 1                |
| 通算             | 日本             | 日本             | J2               | 102              | 18               | -                | -                | 3                | 0                | 105              | 18               |
| 通算             | 韓国             | 韓国             | Kクラシック      | 7                | 1                |                  |                  |                  |                  | 7                | 1                |
| 通算             | 韓国             | 韓国             | Kチャレンジ      | 26               | 1                |                  |                  |                  |                  | 26               | 1                |
| 総通算           | 総通算           | 総通算           | 総通算           | 167              | 21               | 6                | 0                | 5                | 0                | 178              | 21               |

その他公式戦
- 2012年
  - J1昇格プレーオフ 2試合0得点

- J1 初出場 - 2009年10月3日 第28節 対モンテディオ山形戦 (NDソフトスタジアム山形)[1]
  - 初得点 - 2013年3月2日 第1節 対FC東京戦 (大分銀行ドーム)
- J2 初出場 - 2010年3月7日 第1節 対柏レイソル戦 (日立柏サッカー場)
  - 初得点 - 2010年3月20日 第3節 対カターレ富山戦 (富山県総合運動公園陸上競技場)[1]

## 個人タイトル
- 2008年 - ヒュンメル春季韓国全国大学連盟戦 得点王[2]

## 代表歴
- U-19韓国代表
  - AFC U-19選手権2008
- U-20韓国代表